# Pierre-Paul Hamon
Pour les articles homonymes, voir Hamon.
Pierre-Paul Hamon (Livarot, 12 mars 1817 - Lisieux, 13 avril 1860) est un peintre français.

## Biographie
Élève de Léon Cogniet, il débute au salon de 1845, participe au salon de 1857 et à celui de 1859 en présentant des paysages, des portraits et des natures-mortes. Il meurt à Lisieux où il s'était rendu pour faire une exposition de ses œuvres.
On peut trouver au musée du Louvre, un Portrait de madame Hamon, épouse du peintre Pierre-Paul Hamon par Félix Trutat dont Hamon fut le professeur et un portrait de celui-ci, toujours par Trutat au musée des beaux-arts de Dijon.

## Œuvres
- Portrait de l'Empereur Napoléon III (Voir)
- Les laveuses (Voir)
- Nature morte au gibier, 1857, musée d'art et d'histoire de Lisieux
- Portrait de Normande, 1850